# Gran boirum de Londres de 1952
El gran boirum de Londres de 1952 (en anglès, Great Smog) fou un període de pol·lució ambiental entre els dies 5 i 10 de desembre de 1952 que va cobrir la ciutat de Londres. Fou causat pel creixement incontrolat de la combustió de combustibles fòssils en la indústria, els transports i els habitatges. Es creu que el fenomen va causar la mort de 12.000 londinencs i en va deixar malalts 100.000 més. El fenomen fou considerat un dels pitjors impactes ambientals fins aleshores.

## Història

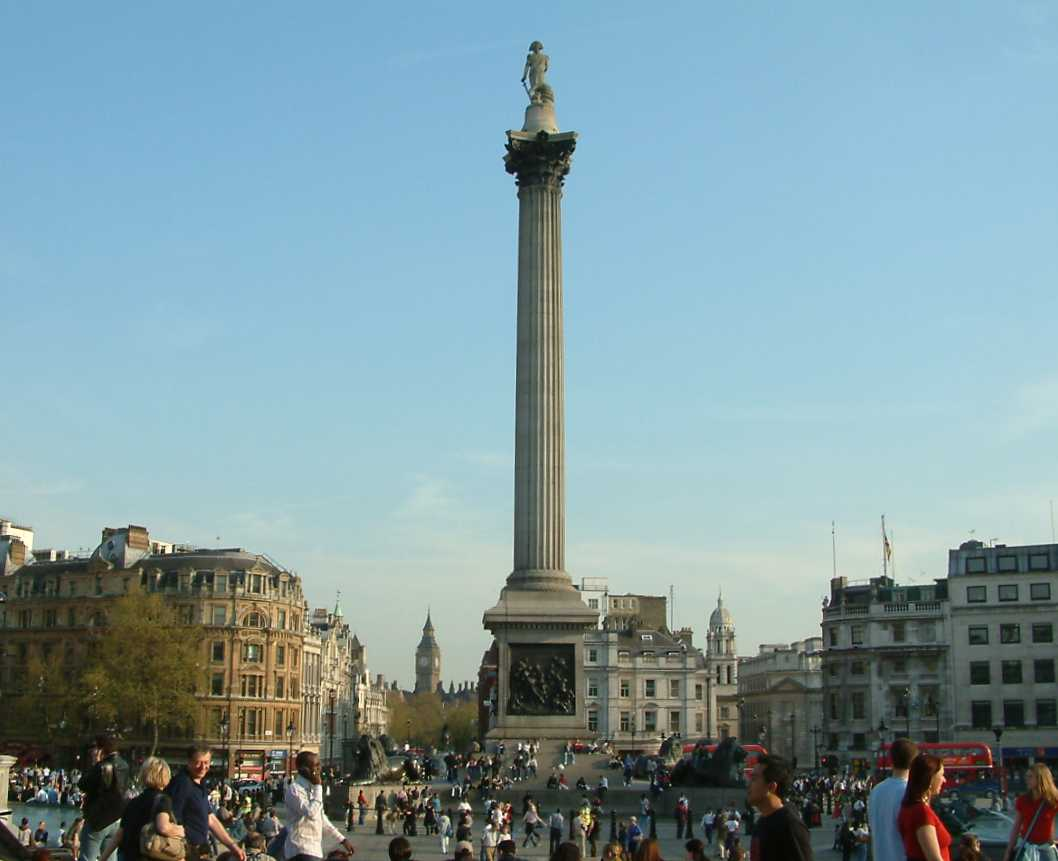
La plaça de Trafalgar en un dia de cel net i clar.

L’últim gran episodi de smog que hi va haver a Londres va ser el 1952. Era el 5 de desembre de 1952 i la capital d'Anglaterra gaudia d’un cel clar però un temps considerablement més fred que de costum, com ho havia estat durant algunes setmanes. La gent de Londres estava cremant grans quantitats de carbó, més del que era habitual, emetent així grans quantitats de fum i augmentant la contaminació atmosfèrica. Els vents eren fluixos i l'aire prop del terra humit condicions ideals per a la formació del boirum, que juntament amb la densa massa d’aire fred existent van ocasionar una inversió tèrmica.
La boira resultant, mescla de boira natural amb molt fum negre, es tornà més densa, arribant a impossibilitar el tràfic d'automòbils per les carreteres. Molts cinemes van tancar i els concerts foren cancel·lats, ja que el fum va envair fàcilment els ambients tancats. Inclòs el transport públic es va veure afectat. Al centre de Londres la visibilitat es va mantenir per sota de 500 metres de forma contínua durant 114 hores i menys de 50 metres de forma contínua durant 48 hores.
Aquest smog, conegut com a "sopa de pèsols", es mantingué durant cinc dies, del 5 al 10 de desembre, ja que l’absència de vent significant va impedir la seva dispersió i va permetre una acumulació sense precedents dels contaminants.

## Aspectes químics
Penjant en l'aire hi havia milers de tones de sutge negre, partícules enganxoses de quitrà i diòxid de sofre gasós, que provenien principalment de carbó cremat en llars domèstiques. A causa dels problemes econòmics de postguerra, el carbó de major qualitat havia estat exportat. Com a resultat, els londinencs utilitzaven carbó de baixa qualitat, ric en sofre que agreujà molt el problema. L'aigua de la boira condensava al voltant del sutge i les partícules de quitrà. El diòxid de sofre reaccionava dins d’aquesta boira, i amb les gotetes de sutge es va formar un àcid sulfúric solut creant una forma molt intensa de pluja àcida.
Aquestes partícules de fum atrapat en la boira li van donar un color groc-negre, d’aquí el sobrenom de “sopa de pèsols”.

## Efectes en la salut
Durant aquella setmana van morir aproximadament 4000 persones per l’smog (la majoria d’ells eren persones amb problemes respiratoris previs) i 8000 més en les següents setmanes i mesos.
Les morts que van resultar de la contaminació es poden atribuir principalment a la pneumònia, bronquitis, tuberculosi, i la insuficiència cardíaca.
Els efectes respiratoris i cardiovasculars del boirum són:
- disminució a curt termini en la capacitat respiratòria
- Inflamació dels pulmons i danys a les cèl·lules de les vies respiratòries a causa de l'àcid sulfúric present en l’ambient.
- Dany pulmonar permanent a causa de l'O₃ format.
- Augment del nombre d'atacs d'asma a causa de NO₂.
- La manca d'O₂ en la sang a causa del CO, ja que en cremar carboni, si no es dona una bona combustió, es forma CO que s'uneix millor a l'hemoglobina que l'O₂ i causa asfíxia a la persona que en respira.[1]

## Impacte ambiental
El gran nombre de morts va donar un important impuls als moviments ambientals i va provocar un replantejament de la contaminació de l’aire, ja que el boirum havia demostrat el seu gran potencial letal. Aleshores, noves regulacions es dugueren a terme, restringint l’ús de combustibles en la indústria.
Els anys següents, una sèrie de normes legals com la "Clean Air Act" del 1956 i la "Clean Air Act" de 1968, van restringir la contaminació de l'aire.